# Albert (Schwarzburg-Rudolstadt)

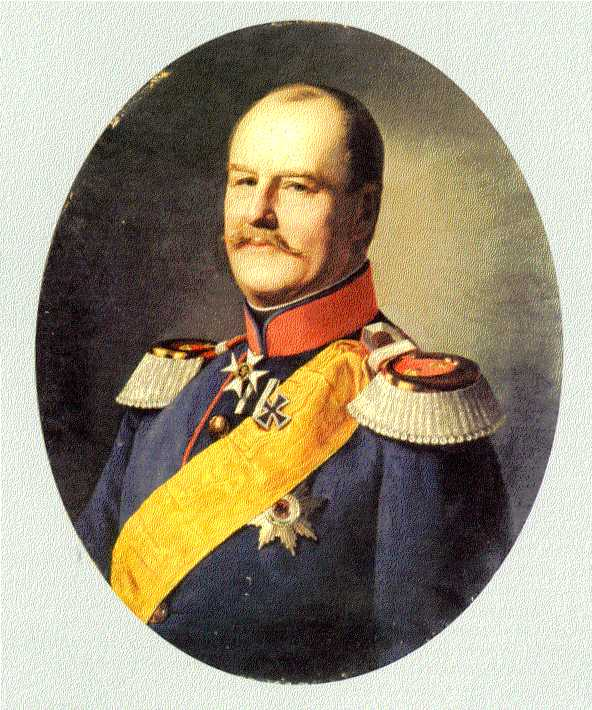
Fürst Albert von Schwarzburg-Rudolstadt

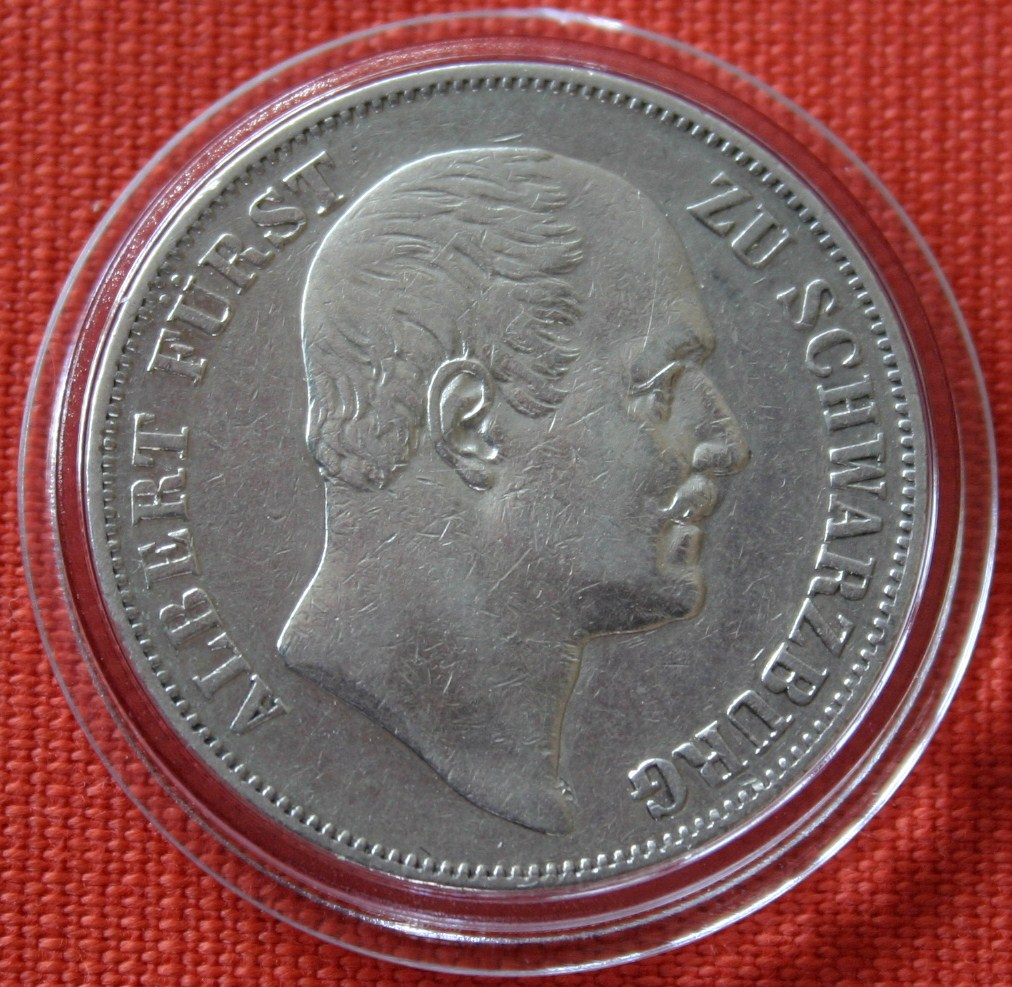
Fürst Albert auf einem Vereinstaler von 1867, Stempel von Johann Adam Ries

Albert von Schwarzburg-Rudolstadt (* 30. April 1798 in Rudolstadt; † 26. November 1869 ebenda) war von 1867 bis 1869 Fürst von Schwarzburg-Rudolstadt und entstammte dem Haus Schwarzburg.

## Leben
Albert wurde am 30. April 1798 als zweiter Sohn von Ludwig Friedrich II. von Schwarzburg-Rudolstadt und dessen Gattin Karoline Louise geboren. In der Kindheit Alberts war Louis Ferdinand von Preußen vom 7. bis 9. Oktober 1806 Gast auf Schloss Heidecksburg. Der Prinz war Kommandant einer preußisch-sächsischen Vorhut im Vierten Koalitionskrieg gegen Frankreich und kam später am 10. Oktober 1806 im Gefecht bei Saalfeld ums Leben. Bei dem Besuch von Louis Ferdinand wurde, so wurde in der fürstlichen Familie erzählt, das Interesse Alberts für das Militär sichtbar. Fürstin Karoline Louise begab sich mit ihren Kindern aus Sicherheitsgründen zuerst nach Frankenhausen und dann nach Kassel. Bald beruhigte sich aber die Lage, und die Fürstin konnte mit den Kindern zurückkehren. Kurz bevor Alberts Vater, der regierende Fürst Ludwig Friedrich, am 28. April 1807 verstarb, trat das Fürstentum dem Rheinbund bei. Im Anschluss wurde Karoline Louise vormundschaftlich Regentin für ihren Sohn Friedrich Günther. 1810 wurde Albrecht mit seinem Bruder Friedrich Günther ein Jahr zur Ausbildung nach Genf geschickt.
Der Prinz nahm 1814/15 an den Befreiungskriegen gegen Napoleon teil und zog bis nach Paris. Albert erhielt für seine Verdienste das Eiserne Kreuz II. Klasse. 1814 wurde er Sekondeleutnant in der Preußischen Armee. In dieser Funktion diente Albert unter Generalleutnant Ludwig von Hessen-Homburg, seinem Onkel. Während der Soldatenjahre war der Prinz oftmals am preußischen Hof zu Gast. Dort lernte er auch seine spätere Gemahlin Auguste, Tochter von Prinz Friedrich Wilhelm zu Solms-Braunfels und Nichte von König Friedrich Wilhelm III. kennen. Die Hochzeit erfolgte am 27. Juli 1827 auf Schloss Schönhausen. Albert übernahm am 28. Juni 1867 nach dem Tod seines Bruders Friedrich Günther die Regentschaft des Fürstentums. Zu Beginn seiner Regierungszeit trat die Verfassung des Norddeutschen Bundes am 1. Juli 1867 in Kraft. Am 23. Oktober 1869 ließ der Fürst den Landtag auflösen. Der Grund war eine Auseinandersetzung wegen geplanter Steuererhöhungen. Sein Sohn Georg Albert hat den Landtag wieder eingesetzt.
Albert war preußischer General der Kavallerie und seit 22. März 1869 Chef des in Stendal und Tangermünde stationierten westfälischen Dragoner-Regiments Nr. 7.
Fürst Albert starb am 26. November 1869.

## Nachkommen
Albert hatte mit seiner Ehefrau Auguste vier Kinder:
- Karl (*/† 1828)
- Elisabeth (1833–1896) ⚭ 1852 Fürst Leopold III. zur Lippe (1821–1875), kinderlos
- Georg Albert (1838–1890), 9. Fürst von Schwarzburg-Rudolstadt, unverheiratet
- Ernst Heinrich (*/† 1848)